# Geranium oxonianum
Geranium oxonianum är en näveväxtart som beskrevs av Peter Frederick Yeo. Geranium oxonianum ingår i släktet nävor, och familjen näveväxter. Inga underarter finns listade i Catalogue of Life.